# Micheline Bernardini
Micheline Bernardini var en nakendansös vid Casino de Paris. Bernardini var modell för den första moderna bikinin den 5 juli 1946.